# Amenaça a l'aire
Amenaça a l'aire (títol original en anglès, Flight Risk) és una pel·lícula de thriller d'acció estatunidenca del 2025 dirigida per Mel Gibson i protagonitzada per Mark Wahlberg, Michelle Dockery i Topher Grace. La seva trama segueix un pilot (Wahlberg) que transporta un ajudant del mariscal dels Estats Units (Dockery) i una fugitiva (Grace) a través de la natura salvatge d'Alaska, on les identitats i les intencions dels que hi són a bord es posen en dubte. S'ha doblat i subtitulat al català.
Es va estrenar als Estats Units a càrrec de Lionsgate el 24 de gener de 2025. La pel·lícula va rebre crítiques negatives i va recaptar 44,6 milions de dòlars a tot el món.
El rodatge principal va començar a Las Vegas el juny de 2023. Va durar dos dies a Mesquite el juliol de 2023. El rodatge també va tenir lloc a Alaska. SAG-AFTRA va concedir als cineastes l'aprovació per permetre el rodatge durant la vaga de 2023. El rodatge va concloure l'agost de 2023.